# Deutsch Nepal
Deutsch Nepal è un progetto di musica post-industriale e dark ambient creato nel 1991 dal musicista svedese Peter Andersson.
È il progetto musicale più noto di Andersson, anche se nella sua carriera ha pubblicato album anche con i nomi di Frozen Faces e Lina Baby Doll. Come Bocksholm, Andersson pubblica insieme al musicista omonimo Peter Andersson, cresciuto a Boxholm, nel sud della Svezia.

## Storia
Andersson era un membro della band industriale svedese Njurmännen. Nel 1991 ha pubblicato il suo album di debutto Deflagration of Hell con lo pseudonimo di Deutsch Nepal. Il nome del progetto risale all'omonima traccia dell'album del 1972 Wolf City della band Krautrock Amon Düül II.
Seguirono numerose pubblicazioni su etichette discografiche come Staalplaat, Cold Meat Industry e Old Europa Cafe. Andersson gestisce l'etichetta metal Entartete Musikk.
Insieme a In Slaughter Natives e Raison d'être, Piero Scaruffi annovera il Deutsch Nepal tra la "generazione di sani costruttivisti dei primi anni '90".

## Discografia

### Album
- 1991 – Deflagration of Hell
- 1993 – Benevolence
- 1994 – Tolerance'
- 1994 – Mort aux vaches - in collaborazione con In Slaughter Natives
- 1994 – Only Silence Among the Filthy
- 1995 – The Silent Earth
- 1996 – The Very Top of Lina Baby Doll
- 1997 – ¡Comprendido!... Time Stop! ...And World Ending
- 1999 – Erosion
- 2000 – Behind a Wall of Silence
- 2006 – Erotikon
- 2009 – Kreuzung Vier - Reutoff vs Deutsch Nepal
- 2011 – Amygdala
- 2015 – Alcohology
- 2017 – Klinik der reinen Vernunft - Deutsch Nepal/Mama Baer
- 2017 – Klinik der praktischen Vernunft - Deutsch Nepal & Mama Baer/The Oval Language & KHj+F.
- 2018 – Eating The Dust - Reutoff Feat. Deutsch Nepal
- 2019 - Staring at my Wall

### Live
- 2011 – Live in Saint-Petersburg 261206
- 2014 – Pzykadelischer Todeswunsch auf dem Machinenfest 2k9 – Deutsch Nepal Live in Essen

### Raccolte
- 2002 – A Silent Siege
- 2008 – Deutsch Nepals Dystopian Partycollection
- 2009 – The Silent Container (A)

### Singli ed EP
- 1996 – A Night in Fear - Deutsch Nepal & The Moon Lay Hidden Beneath a Cloud
- 1996 – Deutsch NeP•A•L- Deutsch Nepal / P·A·L
- 1997 – Environment
- 1999 – Apöcalyptic Climäx 2 - Der Blutharsch & Deutsch Nepal
- 2003 – The City of Stone
- 2004 – The Bird of Steel
- 2011 – Rapist Park Junktion